# チェリー・ライプ (絵画)
『チェリー・ライプ』（英: Cherry Ripe）は、イギリスの画家ジョン・エヴァレット・ミレーが1879年に描いた絵画である。ファンシー・ピクチャーの1つ。
「熟れたサクランボ」という意味をもつ「チェリー・ライプ」というタイトルは、詩人のロバート・へリック (en:Robert Herrick (poet)) が17世紀に書いた詩に由来しており、少女の傍らに描かれたサクランボがそれを暗示している。またこのタイトルは、街頭でサクランボなどの果物を売り歩く商人が呼びかける声にも由来するとされる。

## 概要

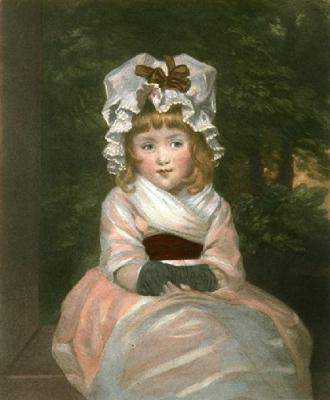
ジョシュア・レノルズ『ペネロープ・ブースビー』

新聞『グラフィック』誌の編集者、ウィリアム・ラストン・トマスが、自分の住家でファンシー・ドレスの舞踏会を開催した。そこに、トマスの姪の娘、エディー・ラマージ (Edie Ramage) が参加しており、画家ジョシュア・レノルズが1788年に発表した『ペネロープ・ブースビー』 (Penelope Boothby) に描かれた少女の肖像に扮していた。
トマスは、エディーをモデルとして絵画を製作することを思い立ち、ミレーに製作依頼が申し込まれた。ミレーは早速、油彩画の製作に取りかかり、新聞社の展示場に完成作品が出展されると、高い評価を得た。
その後、トマスは、ミレーの油彩画を原画として、1880年のクリスマス記念号のための版画を製作した。版画の刷りに用いられた色の数は、14色にも及び、刷られた部数は60万部にものぼった。用いられた紙の量は、およそ 120 トンであり、動員されたスタッフの数は、およそ 450 人である。版画は、大きな人気を得て、品切れの状態が続き、価格は急騰した。

## 作品

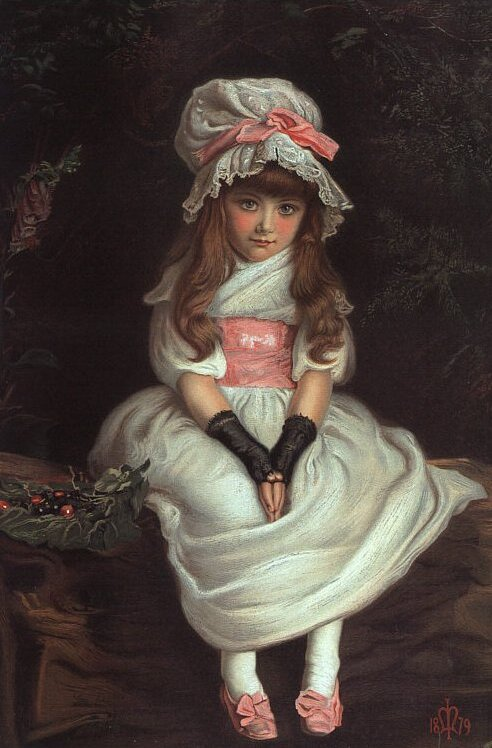
版画『チェリー・ライプ』

切り株、もしくは岩と思われるものの上に、1人の少女が腰かけている。少女は、モブキャップを頭に装着しており、白色のドレスに身を包んでいる。髪はブロンドで、少し赤色ががっており、肩の辺りまで垂れている。少女は、両手を両足のすき間に置いており、手には、肘の辺りまでの長さをもつ黒色の手袋が装着されている。

顔は、ややうつむき加減であるが、視線は鑑賞者のほうにまっすぐに向けられており、口角は上げられている。少女の傍らに置かれた葉っぱの上には、摘み取ってきたばかりと思われる、濃い赤色をしたサクランボが描かれている。背景は、濃い緑色で覆われている。